# Helmertturm

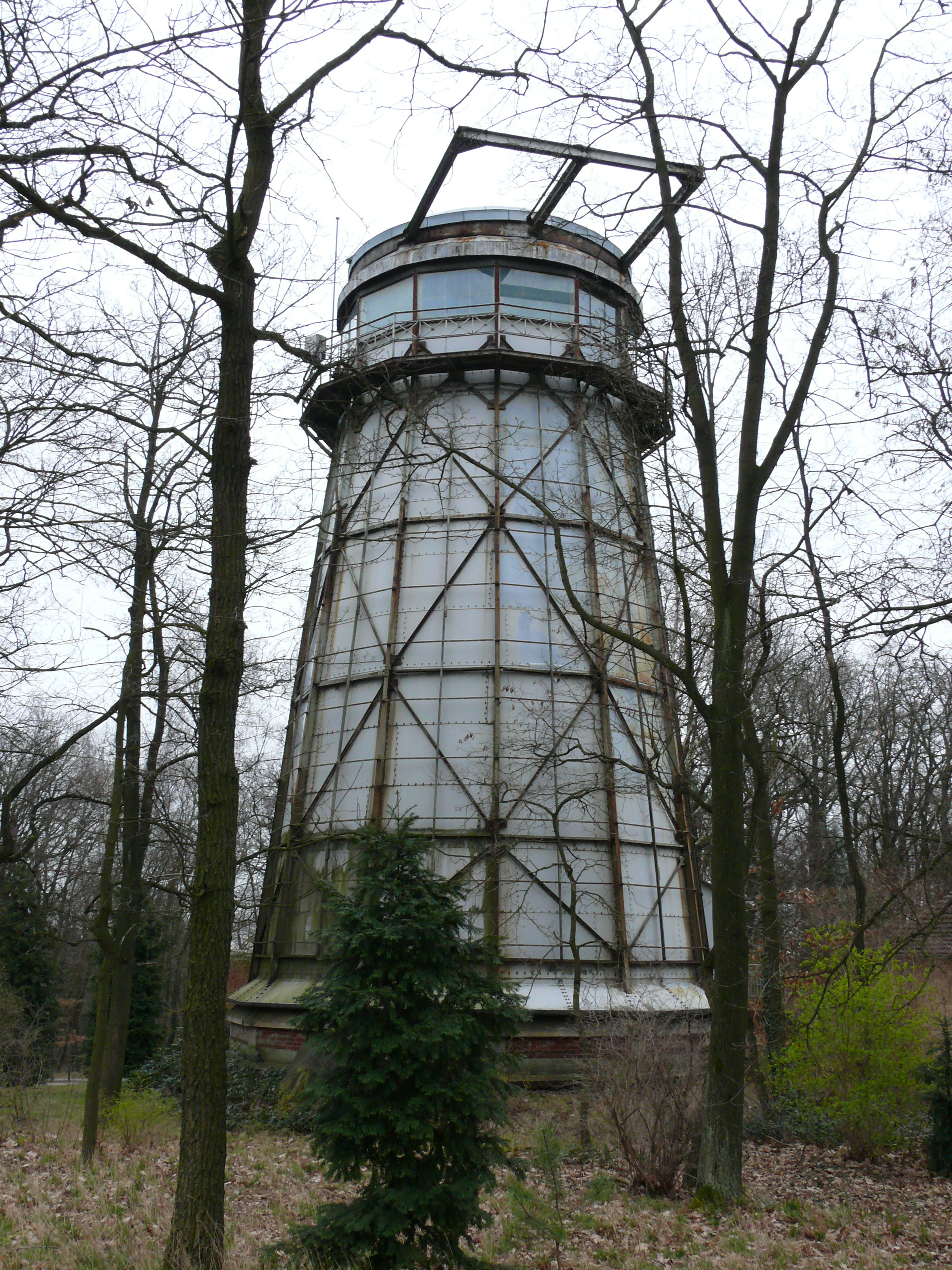
Helmertturm 2008

Der Helmertturm  ist ein astronomisch-geodätischer Beobachtungsturm auf dem Telegrafenberg in Potsdam und gehört zum GeoForschungsZentrum Potsdam. Er steht unter Denkmalschutz.

## Geschichte
Nach dem Tode Johann Jacob Baeyers übernahm 1886 Friedrich Robert Helmert die Leitung des Geodätischen Institutes. Helmert gab 1892 den entscheidenden Anstoß zum Bau des Geodätisch-Astronomischen Observatoriums. Neben weiteren Gebäuden wurden ein Turm für Winkelmessungen (der heutige Helmertturm) und Beobachtungshäuser für Breiten- und Zeitbestimmungen (Meridianhäuser) errichtet.
Die Meridianhäuser verfügten über eine spezielle Dachkonstruktion, die zur Sternbeobachtung geöffnet werden konnten. Die Dachkonstruktion sicherte eine Belüftung, die der Temperaturkompensation dienlich war. Die Fundamente der aufgestellten Passageninstrumente waren von den Hausfundamenten zur Vermeidung von Schwingungsübertragungen entkoppelt.
In unmittelbarer Nähe des Turms und der Meridianhäuser waren drei kleine Mirenhäuschen aufgebaut, die dem Schutz der Zielmarken dienten.

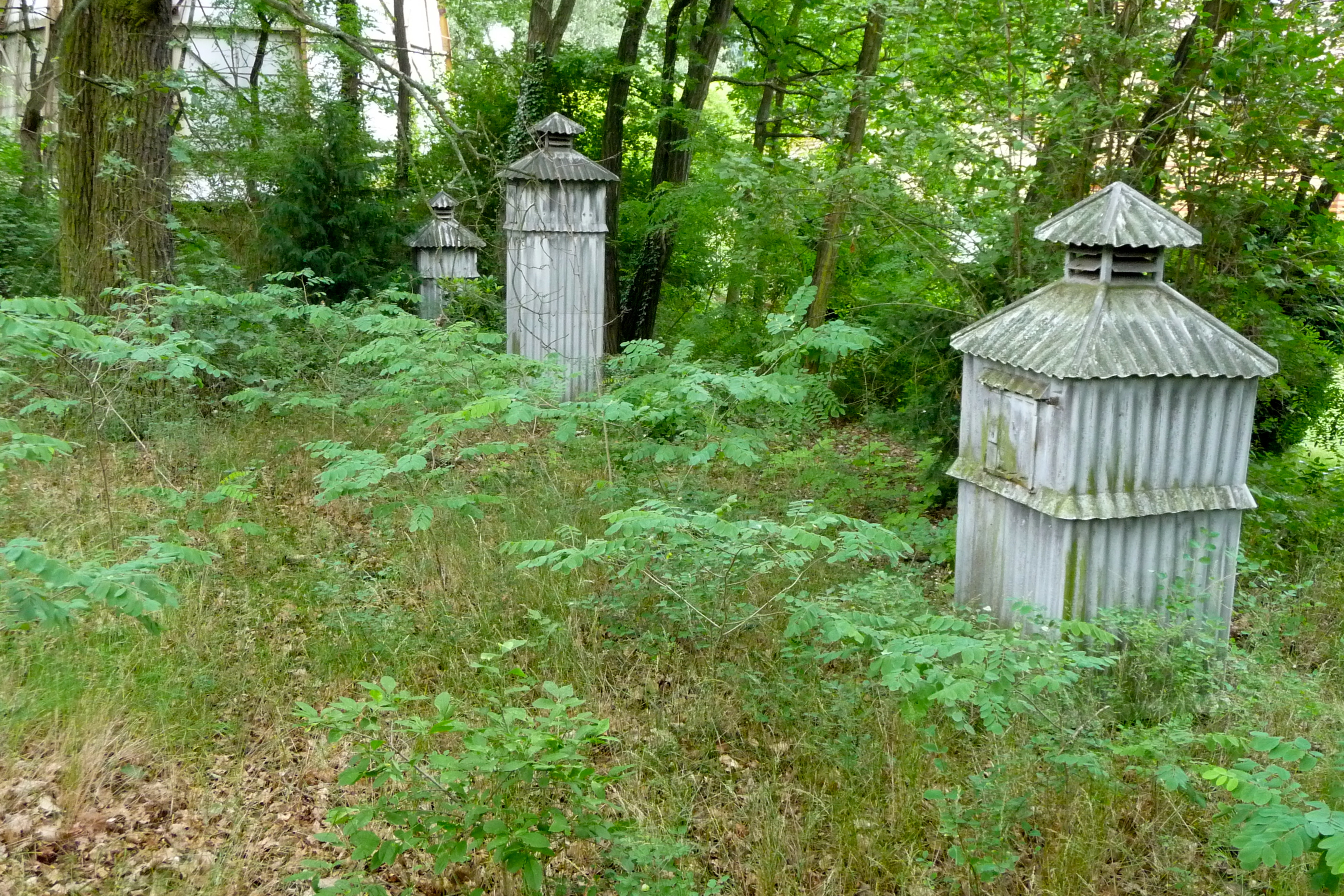
Drei Mirenhäuschen auf dem Telegrafenberg, ganz hinten der Helmertturm

Zur Kontrolle der Grundeinstellungen der optischen Messgeräte entstanden zwei weiter entfernte Mirenhäuser, die sich auf einer Nord-Süd-Achse zum Helmertturm im Königswald und auf dem Kleinen Ravensberg befinden. Diese Miren dienten zur Justierung des Meridiankreises der Passageninstrumente. Sie waren meist als künstlicher Stern realisiert, oft als Peilspiegel, der mit dem Fernrohr anvisiert wurde.

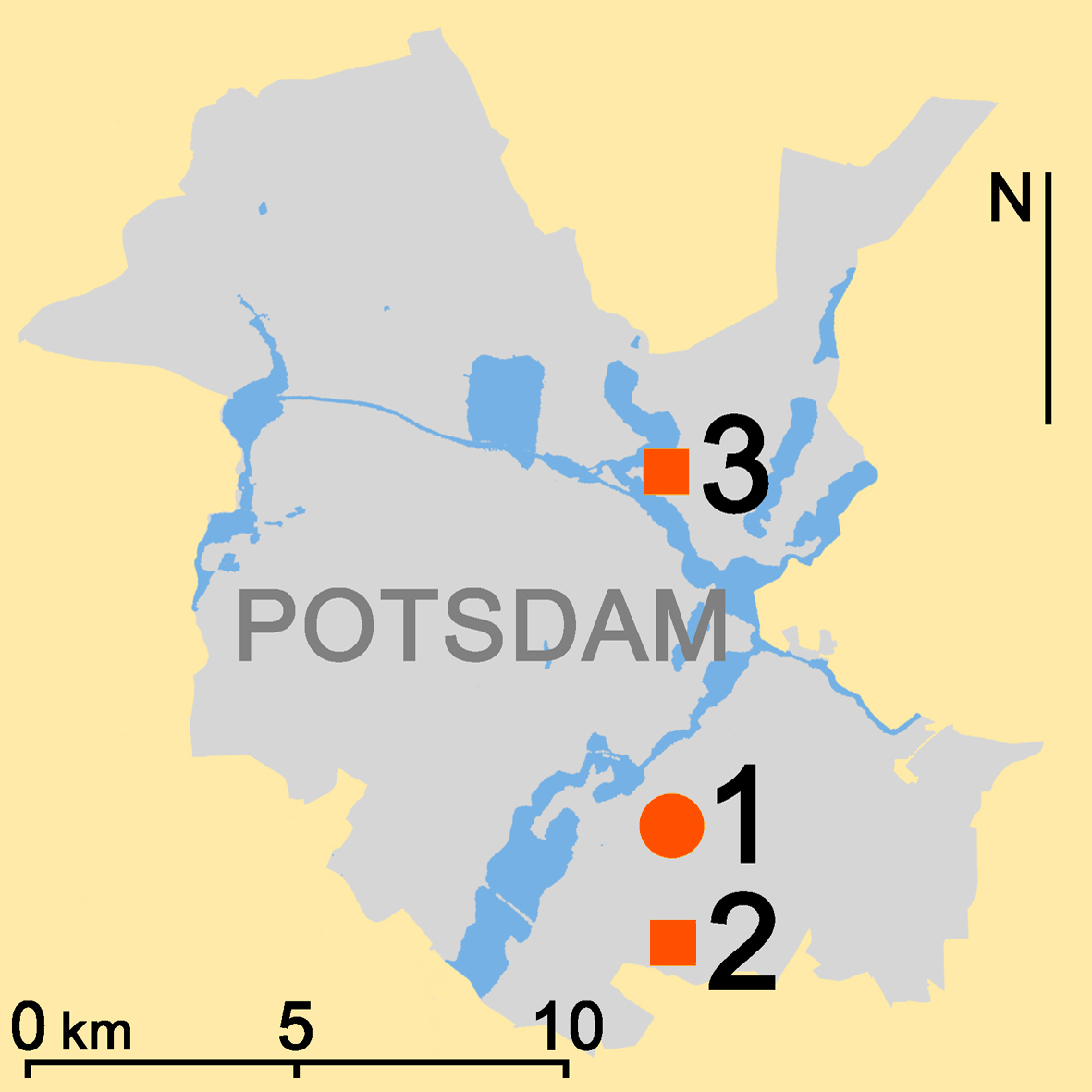
Lageskizze im Potsdamer Stadtgebiet, 2004
1 Helmertturm, Telegrafenberg Potsdam
2 Mirenhaus Süd, am Kleinen Ravensberg
3 Mirenhaus Nord, Königswald

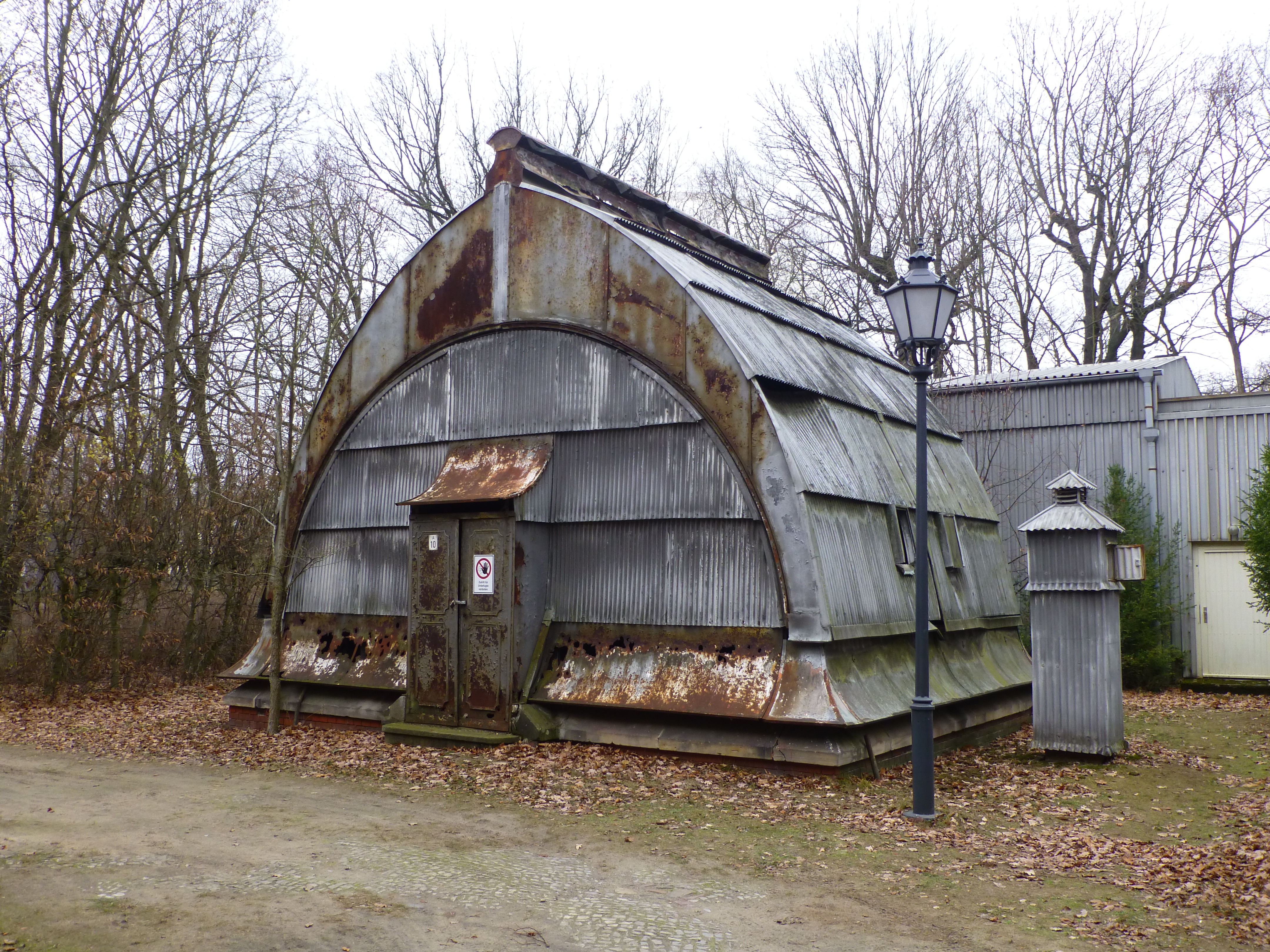
Erhaltenes Meridianhaus auf dem Telegrafenberg, neben dem Helmertturm

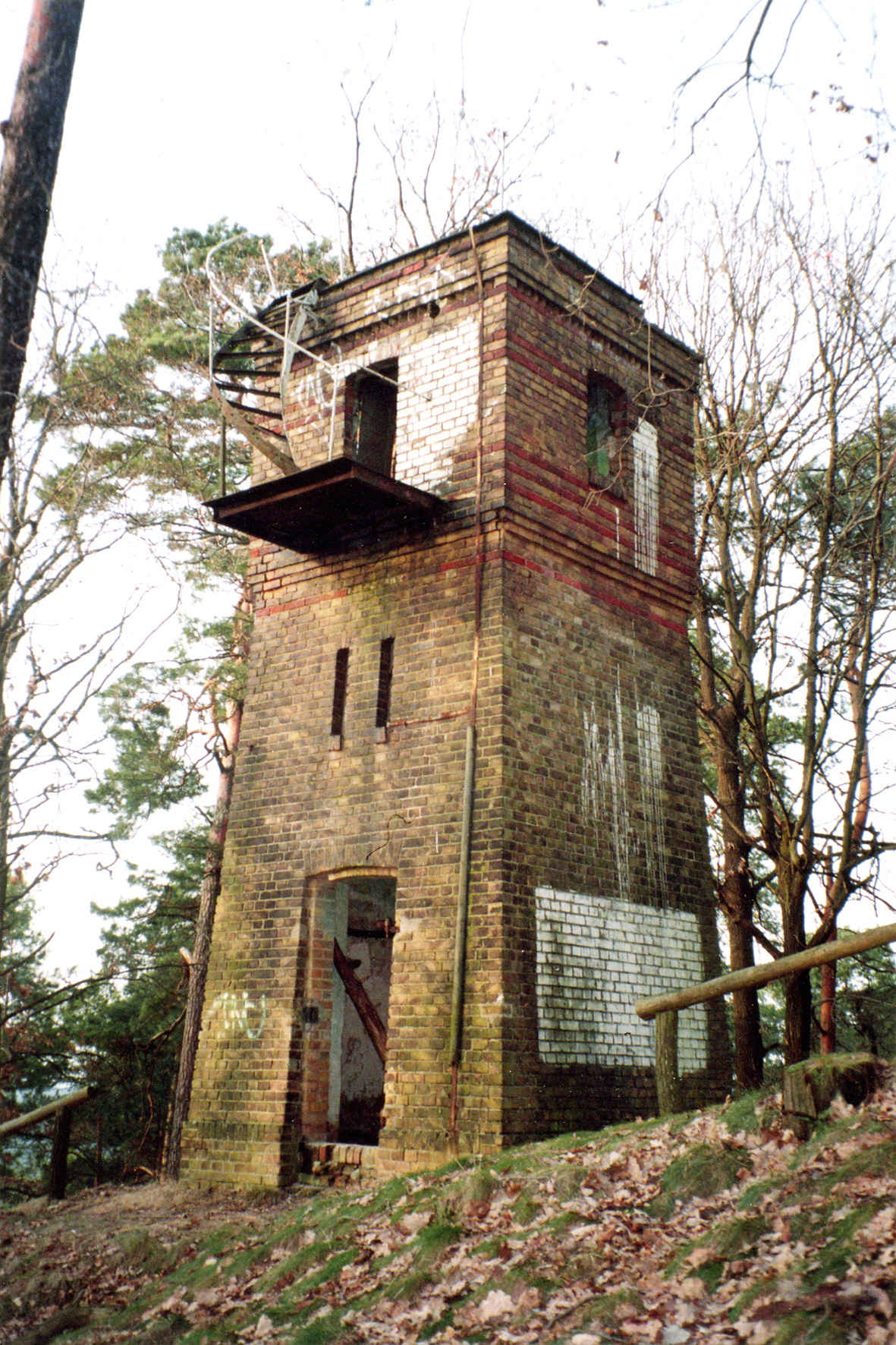
Mirenhaus auf dem, 2003

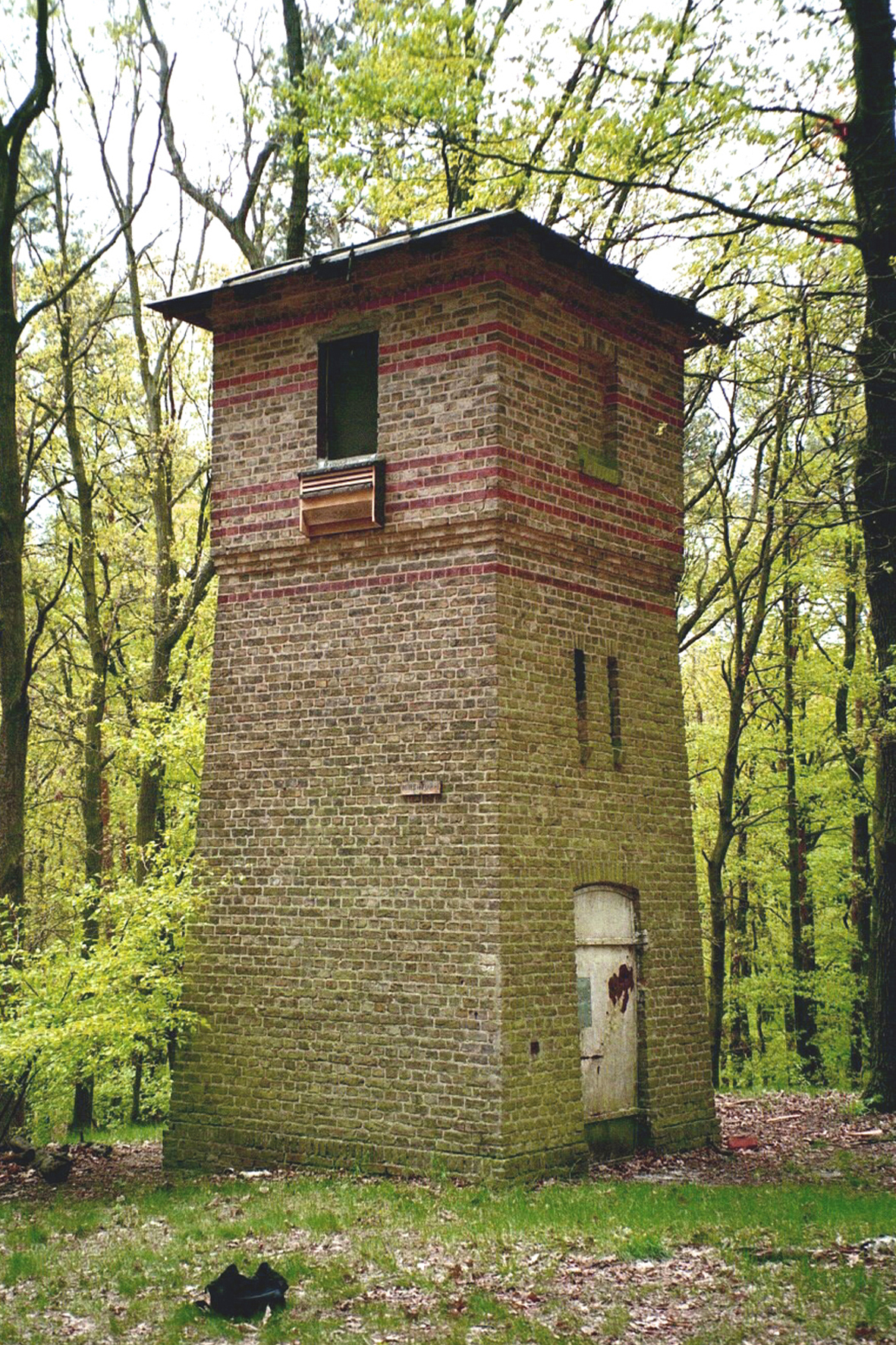
Mirenhaus im, 2003

Auf seiner dritten Sitzung am 27. und 28. November 1924 in Dresden beschloss der Beirat für das Vermessungswesen auf Antrag seines Vorsitzenden Prof. Ernst Kohlschütter, des damaligen Direktors des Preußischen Geodätischen Instituts in Potsdam, den Beobachtungsturm des Geodätischen Institutes nach dem im Jahr 1917 verstorbenen früheren Direktor Friedrich Robert Helmert umzubenennen.

## Potsdam-Datum
Der Trigonometrische Punkt Rauenberg wurde 1910 durch Kiesabbau zerstört. Der Fundamentalpunkt der preußischen Landestriangulation war damit unbrauchbar.
Durch Beschluss des Beirates für das Vermessungswesen sollte der Zwischenpunkt 1. Ordnung der Triangulationskette Berlin–Schubin (Helmertturm) als neuer Fundamentalpunkt des Deutschen Triangulationsnetzes eingeführt werden.
Die astronomischen Werte für den neuen Zentralpunkt wurden durch eine Ausgleichungsrechnung der Triangulationskette Berlin–Schubin (gemessen 1908–1913) durch das Reichsamt für Landesaufnahme festgestellt (bezogen auf das ‚Rauenberg-Datum‘):
Breite B = 52° 22′ 53,9559″
Länge L = 30° 44′ 1,1358″ − 17° 40′ = 13° 4′ 1,1358″
Azimut A = 154° 47′ 32,41″
Durch das Geodätische Institut wurde das zentraleuropäische Lotabweichungssystem bestimmt, um die astronomischen Grundlagen des Triangulationsnetzes zu verbessern. Durch Ausgleichungsrechnung wurden die Lotabweichungskomponenten des ‚Rauenberg-Datums‘ in zweiter Näherung bestimmt:
ξR = + 2,40″
λR = + 3,31″
Daraus wurden die Lotabweichungskomponenten des neuen Fundamentalpunktes Potsdam berechnet:
ξP = + 0,673″ + 1,0000 ξR + 0,0026 λR = + 3,082″
λP = − 0,675″ − 0,0097 ξR + 0,9966 λR = + 2,647″
Aus den astronomischen Beobachtungen des Helmertturms und diesen berechneten Lotabweichungskomponenten wurden die ellipsoidischen Koordinaten des Helmertturmes berechnet:
Bell = Bastr − 3,082″
Lell = Lastr − 2,647″
Aell = Aastr − 2,647″ sin B = Aastr − 2,097″
Diese „wahrscheinlichsten Werte“ für den Helmertturm, die aus den Lotabweichungskomponenten des ‚Rauenberg-Datums‘ berechnet wurden, weichen von den Festsetzungen des Beirates für Vermessungswesen erheblich ab. Diese Abweichungen sind so gering, dass von einer Änderung der Festsetzungen der Festlegung eines neuen Fundamentalpunkt (Helmertturm) wegen der erheblichen praktischen Nachteile abgesehen wurde:
1. Umrechnung sämtlicher trigonometrischer Punkte
2. Differenz der Länge von Ferro nach Greenwich wäre ein unrunde Zahl (bisher 17° 40’)
3. Blattgrenzen der Messtischblätter entsprächen keinen vollen 10er Minuten mehr

Aufgrund dieser erheblichen Widersprüche der Landesaufnahme konnten die neu ermittelten Werte des ‚Potsdam-Datums‘ nicht für die Amtliche Preußische Landestriangulation festgesetzt werden. Daraufhin beschloss der Beirat für das Vermessungswesen auf seiner zweiten Sitzung am 2. und 3. Mai 1923 in Kassel das ‚Rauenberg-Datum‘ beizubehalten und den Beobachtungsturm des Geodätischen Institutes formal als Zentralpunkt festzulegen (mit den Koordinaten bezogen auf das ‚Rauenberg-Datum‘).
Demnach hat der Punkt Helmertturm nie die Funktion eines Zentralpunktes übernommen, wie sie ihm zugedacht war, weder im Preußischen Triangulationsnetz, noch im Reichsdreiecksnetz oder im Deutschen Hauptdreiecksnetz (DHDN). Die Datumsbezeichnung ‚Potsdam-Datum (Zentralpunkt Rauenberg)‘ des DHDN ist irreführend, da hierbei – wie in den früheren Netzen – das ‚Rauenberg-Datum‘ beibehalten wurde.

## Bedeutung für die Landesvermessung
Im Zuge der europaweiten gemeinschaftlichen Aufgaben wurden einheitliche geodätische Grundlagen für Gesamteuropa unerlässlich. Als Grundlage für das ED 50 diente die Neuberechnung des Zentraleuropäischen Netzes (ZEN) von 1945 bis 1947 durch das ehemalige Institut für Erdmessung in Bamberg. Für das ZEN wurde die Triangulation des Reichsdreiecksnetzes (REN) zusammen mit anderen europäischen Messungen ausgeglichen. Als Rechenausgangspunkt wurde der Helmertturm festgelegt. Diese Neuausgleichung wurde als ED 50 bezeichnet. Das Europäische Datum 1950 war bis in die 1990er Jahre die geodätische Grundlage des NATO-Kartenwerks.

## Bedeutung für die astronomische Geodäsie

### Messungen mit dem optischen Zenitteleskop
Nach der ersten Konferenz der Internationalen Erdmessung im Jahr 1888 startete 1889 der Internationale Breitendienst. Innerhalb dieses Dienstes war der Helmertturm auf dem Telegrafenberg in Potsdam eine Beobachtungsstation. Es wurden auf verschiedenen Stationen dieselben Sterne beobachtet und die Variationen in den Zenitdistanzen gemessen. Innerhalb dieses Breitendienstes wurden die rechtwinkligen Koordinaten der Polbewegung von 1890.0 bis 1922.7 in einem Intervall von 0,1 Jahren berechnet. Zur Messung wurde das optische Zenitteleskop benutzt, das Julius Wanschaff aus Berlin entwickelte. Die optischen Teile stammten von Carl Zeiss aus Jena und die Libellen von Carl Reichel aus Berlin. Aufgrund einer politischen Anweisung endeten die Breitenbeobachtungen des Internationalen Breitendienstes im Mai 1919.

### Messungen mit dem Astrolab von Danjon
In den Jahren 1957/1958 fand das Internationale Geophysikalische Jahr statt. Zu diesem Anlass stellte das Nationale Komitee der DDR Mittel bereit, um ein neues Beobachtungsgerät für den Helmertturm anzuschaffen. Hierbei handelte es sich um ein halbautomatisches Astrolabium von André Danjon. Er war Direktor des Pariser Observatoriums von 1945 bis 1963.
Mit dem Danjonschen Astrolab wurde die geografische Breite einer Station in einer Nacht auf 10–40 Millibogensekunden (mas) bestimmt und die Ergebnisse zur Erfassung der Polbewegung benutzt. Verwendung fand dieses Instrument bis in die 1980er-Jahre.

### Photogrammetrische Satellitenbeobachtungen
Ab 1963 bis 1974 wurden photogrammetrische Satellitenmessungen durchgeführt. Hierzu diente zuerst einen transportable Kamera für Satellitenbeobachtungen. 1966 wurde eine automatische Kamera für Astrogeodäsie (SBG 420) installiert.

### Die Satelliten-Entfernungsmessungen
Das Satellite Laser Ranging (SLR) bedeutet, dass von der Erdoberfläche aus die Entfernung zu Satelliten durch Lasermessungen bestimmt wird.
In der ersten Generation des Satellite Laser Ranging wurde 1974 auf dem Potsdamer Helmertturm eine Satellite-Tracking-Camera von Carl Zeiss aus Jena installiert. Diese Lasermessstation hatte einen Rubin-Laser.
Die zweite Generation startete 1981. Der neue Laser war ein Einkanal-Rubin-Laser, der eine erhebliche Genauigkeitssteigerung lieferte. Er wurde ab 1983 im operablen Geschäft eingesetzt.
Die dritte Generation startete 1986 und wurde 1990 beendet. Es entstand ein 1-m-SLR-Teleskop. Dieses Teleskop ist in einem historischen Gebäude nahe dem Helmertturm errichtet worden und wurde zwischen Januar 1993 und 2001 benutzt.

## Sanierung
Der Bauzustand des Helmert-Turms hat sich seit der Aufgabe der Nutzung zunehmend verschlechtert. Um ihn und die Nebengebäude zu erhalten, sind umfangreiche Arbeiten notwendig. Vor allem muss weiteres Eindringen von Wasser und die fortschreitende Korrosion der tragenden Teile verhindert werden. Auch die undichte Not-Kuppel, die nach dem Zweiten Weltkrieg montiert wurde, muss ersetzt werden. Da das Gebäude für die Aufgaben des GeoForschungszentrums nicht genutzt wird, können satzungsgemäß keine baulichen Instandhaltungsarbeiten aus dem GFZ-Budget finanziert werden. Aus diesem Grund hat der DVW – Gesellschaft für Geodäsie, Geoinformation und Landmanagement Berlin-Brandenburg e.V. gemeinsam mit der Deutschen Stiftung Denkmalschutz im Jahr 2015 eine Spendensammlung initiiert, um damit die Instandhaltung mittelfristig sicherzustellen, das ganze Ensemble für die Öffentlichkeit zugänglich und den 15 Meter hohen Turm auf dem Telegrafenberg auch als Aussichtspunkt begehbar zu machen.
Seit 2023 wird der Helmertturm aus Bundesmitteln des Kulturstaatsministeriums, sowie aus Mitteln der Deutschen Stiftung Denkmalschutz, der Pietschker-Neese-Stiftung und der DVW-Gesellschaft für Geodäsie, Geoinformation und Landmanagement saniert. Nach Abschluss der Arbeiten soll die SLR-Station auf dem Telegrafenberg wieder in den Turm verlegt werden.